# SEAT 132
SEAT 132 – czterodrzwiowy sedan firmy SEAT zbudowany na licencji Fiata 132 i produkowany w latach 1973–1982.
SEAT 132 był wyposażony w odmienne od wzorca silniki:
- 2,0 55 KM diesel
- 1,6 98 KM
- 1,8 107 KM
- 1,9 109 KM[1]